# Ідрісов Магомедрасул Мусайович
Магомедрасул Мусайович Ідрісов (рос. Магомедрасул Мусаевич Идрисов; нар. 8 липня 1996, селище Муцалаул, Хасав'юртівський район, Дагестан) — російський борець вільного стилю, срібний призер чемпіонату світу.

## Життєпис
Боротьбою почав займатися ще у дошкільному віці. Першим тренером був Мухтар Абдулмуслімов. Старші брати Магомедрасула теж займалися цим видом спорту в Мутсалаулі. Особливо хлопцем опікувався у заняттях спортом старший брат Шапі, який був призером чемпіонату Росії 2007 року. Після восьмого класу переїхав до Хасав'юрта, де почав займатися в училищі олімпійського резерву під керівництвом Алі Ісхакова і Магомеда Гусейнова. У 2018 році став чемпіоном Європи та світу серед молоді. Того ж року виграв чемпіонат Росії серед дорослих. У 2019 році повторив цей успіх та здобув срібло на чемпіонаті світу серед дорослих.
Навчається на факультеті фізичної культури та спорту Дагестанського державного педагогічного університету.

## Спортивні результати на міжнародних змаганнях

### Виступи на Чемпіонатах світу
| Змагання                        | Збірна | Вагова категорія          | Місце  |
| ------------------------------- | ------ | ------------------------- | ------ |
| Чемпіонат світу з боротьби 2019 | Росія  | вільна боротьба, до 61 кг | Срібло |

### Виступи на Чемпіонатах Європи
| Змагання                         | Збірна | Вагова категорія          | Місце |
| -------------------------------- | ------ | ------------------------- | ----- |
| Чемпіонат Європи з боротьби 2019 | Росія  | вільна боротьба, до 61 кг | 10    |

### Виступи на інших змаганнях
| Змагання                                   | Збірна | Вагова категорія          | Місце  |
| ------------------------------------------ | ------ | ------------------------- | ------ |
| Інтерконтинентальний кубок з боротьби 2014 | Росія  | вільна боротьба, до 57 кг | 8      |
| Інтерконтинентальний кубок з боротьби 2015 | Росія  | вільна боротьба, до 57 кг | Срібло |
| Турнір Алі Алієва 2016                     | Росія  | вільна боротьба, до 57 кг | Срібло |
| Інтерконтинентальний кубок з боротьби 2016 | Росія  | вільна боротьба, до 57 кг | Срібло |
| Гран-прі «Іван Яригін» 2017                | Росія  | вільна боротьба, до 57 кг | 5      |
| Чемпіонат Росії з вільної боротьби 2018    | Росія  | вільна боротьба, до 61 кг | Золото |
| Турнір Аланії з боротьби 2018              | Росія  | вільна боротьба, до 61 кг | 5      |
| Гран-прі «Іван Яригін» 2019                | Росія  | вільна боротьба, до 61 кг | Золото |
| Турнір Алі Алієва 2019                     | Росія  | вільна боротьба, до 61 кг | Срібло |
| Турнір міста Сассарі з боротьби 2019       | Росія  | вільна боротьба, до 65 кг | Срібло |
| Чемпіонат Росії з вільної боротьби 2019    | Росія  | вільна боротьба, до 61 кг | Золото |
| Меморіал Вацлава Циолковського 2019        | Росія  | вільна боротьба, до 61 кг | Золото |
| Гран-прі «Іван Яригін» 2020                | Росія  | вільна боротьба, до 65 кг | 11     |
| Чемпіонат Росії з боротьби вільної 2020    | Росія  | вільна боротьба, до 70 кг | 16     |

### Виступи на змаганнях молодших вікових груп
| Змагання                                      | Збірна | Вагова категорія          | Місце  |
| --------------------------------------------- | ------ | ------------------------- | ------ |
| Чемпіонат Європи з боротьби серед молоді 2018 | Росія  | вільна боротьба, до 61 кг | Золото |
| Чемпіонат світу з боротьби серед молоді 2018  | Росія  | вільна боротьба, до 61 кг | Золото |